# Temperatură de stagnare
În termodinamică și dinamica fluidelor temperatura de stagnare este temperatura într-un punct de stagnare a curgerii unui fluid. Într-un punct de stagnare viteza fluidului este nulă și toată energia cinetică a fost convertită în energie internă și este adăugată la entalpia statică locală. Atât în curgerile compresibile, cât și în cele incompresibile temperatura de stagnare este egală cu temperatura totală în toate punctele de pe linia de curent care trece prin punctul de stagnare.

## Obținere

### Adiabatic
Temperatura de stagnare poate fi obținută din principiul întâi al termodinamicii. Aplicând ecuația energiei de curgere staționară și ignorând termenii de lucru mecanic, căldură și potențial gravitațional avem:
{\displaystyle h_{0}=h+{\frac {u^{2}}{2}}}
unde:
{\displaystyle h_{0}} este entalpia masică de stagnare (totală) în punctul de stagnare;
{\displaystyle h} este entalpia masică în punctul de interes de pe linia de curent ce trece prin punctul de stagnare;
{\displaystyle u} este viteza în punctul de interes de pe linia de curent ce trece prin punctul de stagnare.
Presupunând că capacitatea termică masică la presiune constantă este constantă cu temperatura, înlocuind entalpia {\displaystyle h=c_{p}T,} avem:
{\displaystyle T_{0}=T+{\frac {u^{2}}{2c_{p}}}}
sau
{\displaystyle {\frac {T_{0}}{T}}=1+{\frac {\gamma -1}{2}}M^{2}}
unde
{\displaystyle T_{0}} este temperatura în punctul de stagnare;
{\displaystyle T} este temperatura în punctul de interes de pe linia de curent ce trece prin punctul de stagnare;
{\displaystyle c_{p}} este capacitatea termică masică la presiune constantă;
{\displaystyle u} este viteza în punctul de interes de pe linia de curent ce trece prin punctul de stagnare;
{\displaystyle M} este numărul Mach în punctul de interes de pe linia de curent ce trece prin punctul de stagnare;
{\displaystyle \gamma } este coeficientul de transformare adiabatică, ≈1,4 pentru aer la ≈300 K.

### Cu adaos de căldură
{\displaystyle h_{02}=h_{01}+q}
{\displaystyle T_{02}=T_{01}+{\frac {q}{c_{p}}}}
unde {\displaystyle q} este căldura per unitate de masă introdusă în sistem.
Strict vorbind, entalpia este o funcție atât de temperatură, cât și de densitate. Totuși, invocând ipoteza comună a unui gaz perfect, entalpia poate fi legată direct de temperatură, așa cum s-a indicat mai sus, ceea ce permite definirea unei temperaturi de stagnare în funcție de proprietatea fundamentală, entalpia de stagnare.
Proprietățile de stagnare (de exemplu, temperatura de stagnare, presiunea de stagnare) sunt utile în calculele performanțelor motoarelor cu reacție. În funcționarea motorului, temperatura de stagnare este adesea numită temperatura totală a aerului. Un termocuplu bimetalic este frecvent utilizat pentru a măsura temperatura de stagnare, dar trebuie ținut cont de radiația termică.

## Colectoare solare
Testarea performanței colectoarelor solare utilizează termenul „temperatură de stagnare” pentru a indica temperatura maximă a colectorului care poate fi atinsă cu un fluid stagnant (fără mișcare) la o temperatură ambiantă de 30 °C și o radiație solară incidentă de 1000 W/m2. Valorile menționate anterior sunt „valori pentru cel mai rău caz” care permit proiectanților de colectoare să verifice scenarii potențiale de supraîncălzire în cazul unor defecțiuni ale sistemului colectorului.